# International Symposium on Graph Drawing
International Symposium on Graph Drawing (abrégé en GD) est une conférence scientifique annuelle dans les domaines du tracé de graphes, de la visualisation d'informations des réseaux d'information, de la théorie géométrique des graphes (en) et la diktyologie, et de sujets connexes. 

## Historique
D'après Herman Ivan, Guy Melançon et M. Scott Marshall, « la communauté du Graph Drawing a grandi autour des premiers colloques ».
Le premier colloque a eu lieu à Marino, près de Rome, en 1992, organisé par Giuseppe Di Battista, Peter Eades (en), Pierre Rosenstiehl, et Roberto Tamassia (en). Les deux premiers symposiums n'ont pas donné lieu à des publications, mais les textes sont accessibles en ligne. Depuis 1994, les actes des colloques sont publiées dans les Lecture Notes in Computer Science du Springer-Verlag. Les colloques ont eu lieu en Australie, Autriche, Canada, République tchèque, France, Allemagne, Grèce, Irlande, Italie  et les États-Unis.

## Organisation
Les contributions sont, comme il est d'usage dans ces conférences, évaluées par des pairs. Au 24e colloque, à Athènes en septembre 2016, la conférence était organisée en deux parties (« tracks »)
- Track 1 : aspects combinatoire et algorithmiques ;
- Track 2 : aspects expérimentaux, appliqués et visualisation de réseaux.

Au total, 112 propositions ont été soumises :  99 articles (66 pour le track 1 et 33 pour le track 2) et 13 posters. Pour l'examen des propositions,  plus de 350 rapports ont été reçus. Au terme du processus de sélection, 44 articles et les 13 posters ont été retenus, soit un taux d'acceptation de 44 % pour les articles. Les versions électroniques des communications sont non seulement publiées dans les Lecture Notes, mais aussi accessibles sur ArXiv. Comme d'usage, la conférence est complétée par des exposés d'orateurs invités, et des prix sont décernés aux meilleurs articles. 
Une des particularités de ces colloques est l'organisation d'une compétition traditionnelle, appelée le « Annual Graph Drawing Contest ». 
En 2014, le classement établi par Microsoft classe la conférence assez loin alors qu'en 2014, Core lui attribue le rang A.

## Article lié
- Liste des principales conférences d'informatique théorique.